# Ribeira dos Biscoitos
Ribeira dos Biscoitos é um curso de água português localizado freguesia açoriana do São Mateus, lugar da Terra do Pão no concelho da Madalena, ilha do Pico, arquipélago dos Açores.
Este curso de água tem origem a uma cota de altitude de cerca de 600 metros de altitude, na cercania da elevação do Cabeço do Forcado. O seu curso de água que desagua no Oceano Atlântico, fá-lo na costa da Terra do Pão depois de atravessar uma zona densamente florestada onde se encontra uma rica e variada floresta típica da macaronésia.